# Осада Аньси
Осада Аньси (корейск. 안시성 전투) — решающее сражение войны между китайской империей Тан и корейским государством Когурё, продолжавшееся с 20 июня по 18 сентября 645 года. В результате неудачи с осадой крепости Аньси танская армия была вынуждена отступить с территории Когурё и фактически прекратить войну.

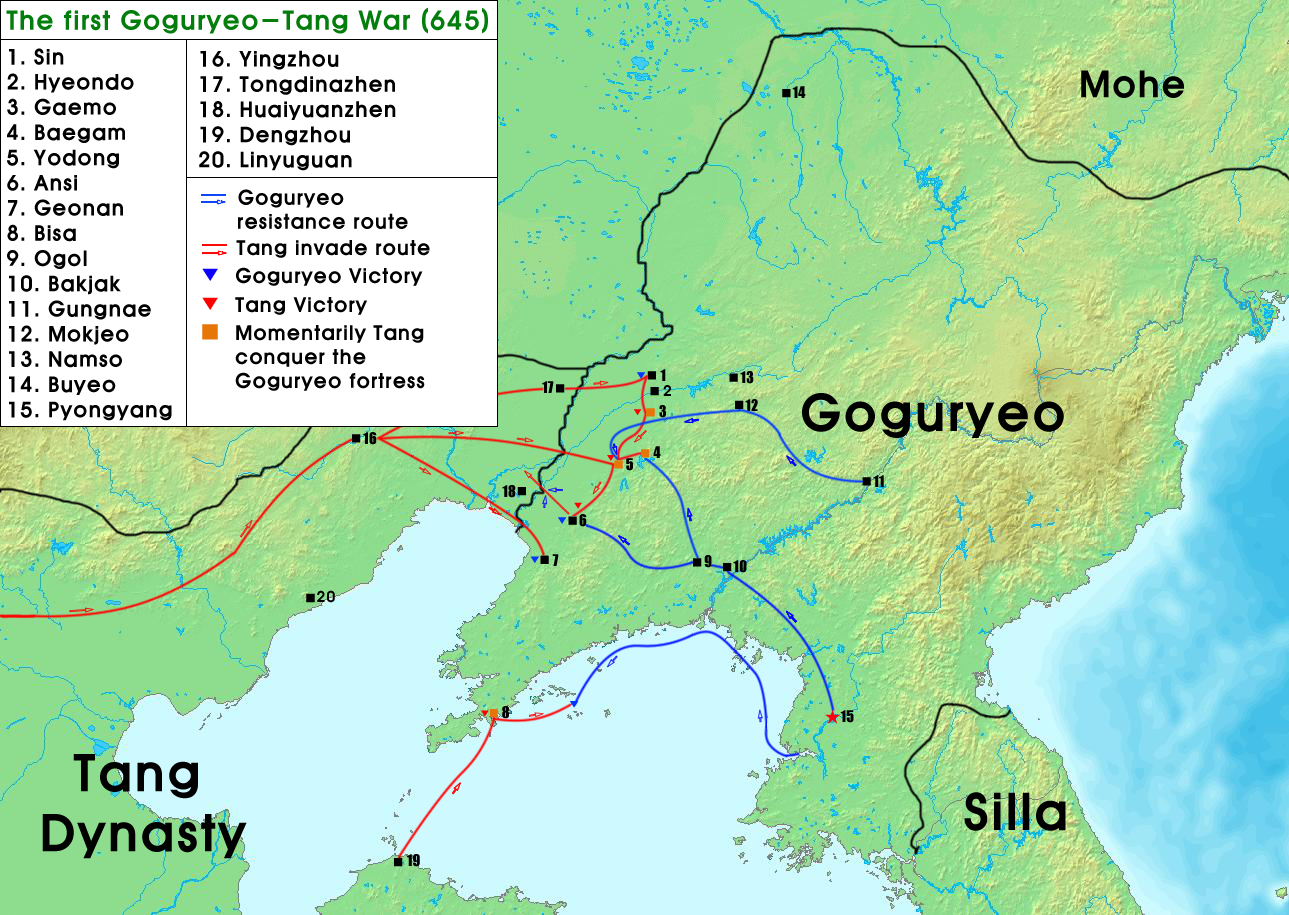
Когурёско-танская война 645 г.

После первоначальных успехов и взятия крепости Пэкам танская армия во главе с самим императором Тайцзуном подошла 20 июня к Аньси (или Аньши), городу-крепости с населением около 100 000 человек. На военном совете полководец Ли Шицзи настоял на взятии крепости, которая считалась неприступной. Танская армия приступила к её осаде. Для деблокады Аньси с севера подошли корейские армии, но 20 июля в сражении при Джупилсане были разбиты. После победы китайцам удалось изолировать крепость от остальной территории Когурё.

## Ход осады
Танские войска атаковали крепость при поддержке нескольких осадных орудий, включая катапульты и тараны. Хотя осадные орудия китайцев разрушали стены и башни, город взять не удавалось, так как корейцы отражали атаки и восстанавливали разрушенное. Когда атаки на крепость по всему периметру зашли в тупик, китайцы по шесть-семь раз в день стали производить атаки только на западную стену крепости. Чтобы расстроить атаки противника, корейцы предприняли ночную вылазку крупными силами, но она была отбита.
Танское командование, видя безуспешность попыток захвата Аньси, рассматривало идею обойти крепость и продолжить наступление на другие части Когурё, но она была отклонена из-за угрозы, которую Аньси представлял, оставаясь в тылу. Поэтому китайцы стали строить дерево-земляную конструкцию (вал, насыпь?) у юго-восточного угла крепости, постепенно приближаясь к стене. Когда вершина конструкции находилась всего в нескольких футах от крепости, она рухнула под тяжестью скопившихся на ней китайских солдат. Корейцы произвели вылазку, добили выживших и закрепились у конца вала. После этого танские войска в течение трех дней безуспешно пытались вернуть вал.
Через трети дня к осаждённой крепости прибыло подкрепление армии Когурё. Это, а также наступившие осенние холода, отсутствие продовольствия и фуража заставили Тайцзуна отдать приказ об отступлении от крепости и движении в Китай. Комендант крепости (ранг «сонджу») вышел на стену и два раза поклонился императору — тот пожаловал ему 100 кусков шёлка и похвалил его верность и стойкость.
Отступление Тайцзуна было трудным, и многие из его солдат погибли, попав в снежную бурю. Неуспех у Аньси стал стратегическим поражением для империи, вынужденной отказаться от продолжения войны.